# CrazyShow
CrazyShow è un quadruplo album discografico del gruppo musicale tedesco Alphaville. Il boxset è composto da quattro CD contenenti materiale inedito, remix e cover ed è stato pubblicato in edizione limitata (2500 copie) nel 2003.
Considerando che i CD sono numerati dal 9 al 12, l'insieme dei dischi è ritenuto il sequel di Dreamscapes, cofanetto in edizione limitata composto da 8 CD e uscito nel 1999.

## Tracce
Tutte le tracce sono di Rainer Bloss e Marian Gold tranne dove indicato.
CD 9 - The Terrible Truth About Paradise
1. State of Dreams (Bloss, Stephan Duffy, Gold) – 6:32
2. Ship of Fools – 4:35
3. Zoo (Bloss, Mark Ferrigno, Gold) – 5:54
4. See Me Thru – 3:48
5. Upside Down – 5:09
6. And as for Love – 4:10
7. Girl From Pachacamac (Gold, Martin Lister) – 4:10
8. Carry Your Flag – 5:43
9. Moongirl – 5:07
10. Return to Paradise Part 2 – 7:44
11. Those Wonderful Things (Blankleder, Bloss, Gold, Montrucchio) – 5:17
12. On the Beach – 10:26

CD 10 - Last Summer on Earth
1. Wonderboy – 3:37
2. Hurricane – 5:57
3. Do the Strand (Bryan Ferry) – 5:15
4. Still Falls the Rain (Janey Diamond, Gold, Lister) – 4:24
5. Ways (Gold, Lister) – 5:56
6. The II Girlz (Bloss, Gold, Gurkin) – 4:55
7. Heartbreaker (Bloss, Gold, Lister) – 2:05
8. Waiting 4 the Nu Lite – 6:47
9. Shadows She Said – 4:33
10. CrazyShow (Gold, Klaus Schulze) – 9:01
11. Moonboy (Thank You) – 4:59
12. Miracle Healing – 4:59

CD 11 - Stranger Than Dreams
1. Stranger than Dreams – 3:48
2. Giants (Ricky Echolette, Gold, Bernhard Lloyd) – 4:05
3. Wish You Were Dead/Wishful Thinking (Echolette, Gold, Lloyd) – 4:34
4. About a Heart (Gold, Lister) – 4:42
5. For the Sake of Love – 3:51
6. Sounds Like a Melody (MaXx Mystery's 80's Remix) (Gold, Bernhard Lloyd, Frank Mertens) – 4:20
7. Something (George Harrison) – 3:56
8. Because of U – 4:30
9. Inside Out (ThouShaltNot Remix) (Echolette, Gold, Lloyd) – 4:25
10. The Opium Den (Gold, Schulze) – 6:51
11. Last Summer on Earth – 4:44
12. Diamonds are 4 Eva (John Barry, Don Black) – 3:13

CD 12 - WebSiteStory
1. Return to Paradise Part 1 – 3:04
2. State of Dreams – 4:23
3. ''Scum of the Earth – 3:34
4. Upside Down – 5:54
5. Shadows She Said – 4:30
6. First Monday in the Y3K – 3:04
7. MoonGirl – 4:32
8. Waiting 4 the Nu Lite – 4:19
9. Those Wonderful Things (Blankleder, Bloss, Gold, Montrucchio) – 4:52
10. C Me Thru – 3:32
11. MoonBoy – 4:19
12. Miracle Healing – 21:22